# NGC 1925
NGC 1925 је расејано звездано јато у сазвежђу Златна риба које се налази на NGC листи објеката дубоког неба.
Деклинација објекта је - 65° 48' 48" а ректасцензија 5h 21m 30,0s. Привидна величина (магнитуда) објекта NGC 1925 износи 12,5. NGC 1925 је још познат и под ознакама ESO 85-SC76.